# Parque nacional Bouddi
Bouddi es un parque nacional en Nueva Gales del Sur (Australia), ubicado a 44 km al noreste de Sídney. Una sección del parque nacional se adentra en el mar, creando hábitats terrestres, costeros y marinos completamente protegidos.
La península Bouddi es el hogar de aproximadamente 1500 personas, principalmente en las poblaciones de Wagstaffe, Pretty Beach, Hardys Bay, Killcare, Killcare Heights y MacMasters Beach.
Podría decirse que es el mayor parque nacional pequeño del estado. Se puede ver vida salvaje, como ballenas, delfines, megápodos, murciÉlagos enanos, papagayos reales y los tímidos pingüinos azules, si se tiene suerte.

## Datos
- Área: 13 km²
- Coordenadas: 33°31′36″S 151°23′50″E / -33.52667, 151.39722
- Fecha de Creación: 1 de octubre de 1967
- Administración: Servicio Para la Vida Salvaje y los Parques Nacionales de Nueva Gales del Sur
- Categoría IUCN: II

Véase también: Zonas protegidas de Nueva Gales del Sur